# Bel Ombre
Bel Ombre és un districte administratiu de l'arxipèlag de les Seychelles, ubicat a la costa nord de l'illa de Mahé. Té un petit port pesquer per a la pesca artesanal.